# Berghofen (Battenberg)
Berghofen ist ein Stadtteil von Battenberg (Eder) im nordhessischen Landkreis Waldeck-Frankenberg.

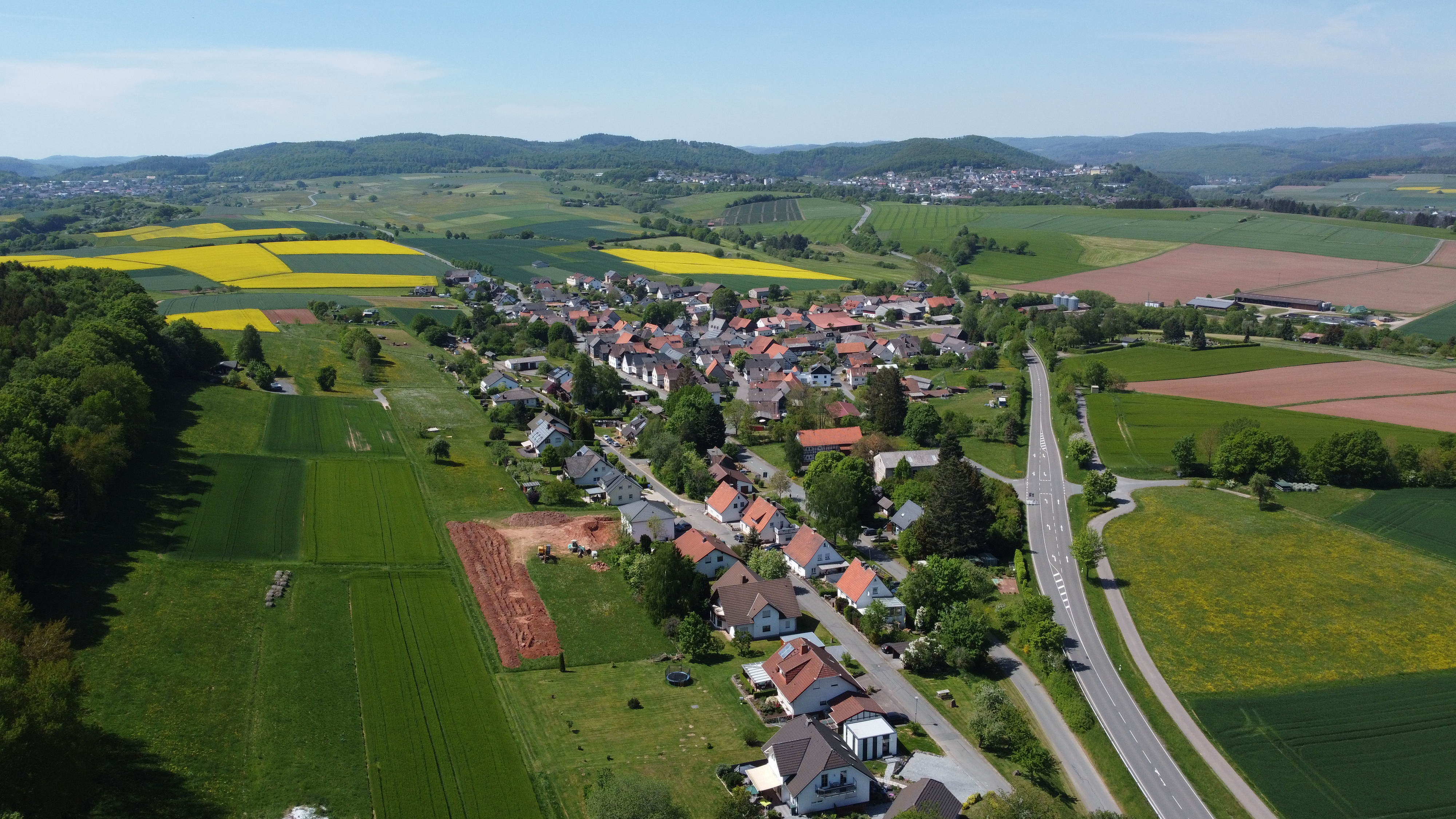
Berghofen aus der Vogelperspektive

## Geographie
Der Ort liegt in Nordhessen, eingebettet in das Ederbergland, an der B 236 und ist heute noch landwirtschaftlich geprägt.

## Geschichte

### Ortsgeschichte
Der Ort wurde erstmals zu Beginn des 9. Jahrhunderts erwähnt. Im 13. Jahrhundert ist ein adeliges Geschlecht "von Berghofen" nachweisbar, dessen Machtstellung im Ort allerdings nicht klar ist. Im späteren Verlauf sind weitere Adelshäuser mit Einfluss im Ort bekannt. So haben die von Biedenfeld und die Familie von Dunzelshausen Güter am Ort, zeitweise auch die von Fleckenbühl. Durchsetzen konnte sich schließlich das Geschlecht von Biedenfeld und in der Folge erbte Siegfried von Biedenfeld um 1300 von seinem Schwiegervater Heinrich Scharre einen Burgsitz in Form eines Herrenhofs in Berghofen, dessen Bedeutung sich aber im 16. Jahrhundert verlor. Ab 1476 gehörte Berghofen zum Amt Battenberg.
Die Statistisch-topographisch-historische Beschreibung des Großherzogthums Hessen berichtet 1830 über Berghofen:

„Berghofen (L. Bez. Battenberg) evangel. Filialdorf; liegt 1⁄2 St. von Battenberg, hat 70 Häuser und 415 Einw., die bis auf 21 Juden evangelisch sind. In der Gemarkung finden sich Brüche von rothen Sandsteinen.“

Zum 31. Dezember 1970 wurde im Zuge der Gebietsreform in Hessen die bis dahin selbstständige Gemeinde Berghofen auf freiwilliger Basis in die Stadt Battenberg eingemeindet. Für Berghofen, sowie für alle ehemals eigenständigen Gemeinden und die Kerngemeinde, wurden ein Ortsbezirk mit Ortsbeirat und Ortsvorsteher eingerichtet.
Die Evang. Kirche wurde 1912–1913 von Architekt Ludwig Hofmann (1862–1933) aus Herborn gebaut.

### Verwaltungsgeschichte im Überblick
Die folgende Liste zeigt die Staaten und Verwaltungseinheiten, denen Berghofen angehört(e):
- um 1400 und später: Heiliges Römisches Reich, Kurfürstentum Mainz, Amt Battenberg
- ab 1464: Heiliges Römisches Reich, Landgrafschaft Hessen, Amt Battenberg
- ab 1567: Heiliges Römisches Reich, Landgrafschaft Hessen-Marburg, Amt Battenberg[8]
- 1604–1648: strittig zwischen Hessen-Kassel und Hessen-Darmstadt (Hessenkrieg)
- ab 1604: Heiliges Römisches Reich, Landgrafschaft Hessen-Kassel, Amt Battenberg
- ab 1627: Heiliges Römisches Reich, Landgrafschaft Hessen-Darmstadt, Oberfürstentum Hessen, Amt Battenberg[9]
- ab 1806: Großherzogtum Hessen,[Anm. 2] Fürstentum Oberhessen, Amt Battenberg[10]
- ab 1815: Großherzogtum Hessen, Provinz Oberhessen, Amt Battenberg
- ab 1821: Großherzogtum Hessen, Provinz Oberhessen, Landratsbezirk Battenberg[Anm. 3]
- ab 1832: Großherzogtum Hessen, Provinz Oberhessen, Kreis Biedenkopf
- ab 1848: Großherzogtum Hessen, Regierungsbezirk Biedenkopf
- ab 1852: Großherzogtum Hessen, Provinz Oberhessen, Kreis Biedenkopf
- ab 1867: Königreich Preußen, Provinz Hessen-Nassau, Regierungsbezirk Wiesbaden, Kreis Biedenkopf (übergangsweise Hinterlandkreis)[9]
- ab 1871: Deutsches Reich, Königreich Preußen, Provinz Hessen-Nassau, Regierungsbezirk Wiesbaden, Kreis Biedenkopf
- ab 1918: Deutsches Reich, Freistaat Preußen, Provinz Hessen-Nassau, Regierungsbezirk Wiesbaden, Kreis Biedenkopf
- ab 1932: Deutsches Reich, Freistaat Preußen, Provinz Hessen-Nassau, Regierungsbezirk Kassel, Landkreis Frankenberg
- ab 1933: Deutsches Reich, Freistaat Preußen, Provinz Hessen-Nassau, Regierungsbezirk Kassel, Landkreis Frankenberg
- ab 1944: Deutsches Reich, Freistaat Preußen, Provinz Kurhessen, Landkreis Frankenberg
- ab 1945: Deutsches Reich, Amerikanische Besatzungszone,[Anm. 4] Groß-Hessen, Regierungsbezirk Kassel, Landkreis Frankenberg
- ab 1946: Deutsches Reich, Amerikanische Besatzungszone, Hessen, Regierungsbezirk Kassel, Landkreis Frankenberg
- ab 1949: Bundesrepublik Deutschland, Hessen, Regierungsbezirk Kassel, Landkreis Frankenberg
- ab 1971: Bundesrepublik Deutschland, Hessen, Regierungsbezirk Kassel, Landkreis Frankenberg, Stadt Battenberg
- ab 1974: Bundesrepublik Deutschland, Hessen, Regierungsbezirk Kassel, Landkreis Waldeck-Frankenberg, Stadt Battenberg

### Einwohnerentwicklung
| • 1502: | 11 Männer                |
| • 1577: | 033 Hausgesesse          |
| • 1712: | 040 Haushaltungen        |
| • 1791: | 279 Einwohner            |
| • 1800: | 279 Einwohner            |
| • 1806: | 336 Einwohner, 60 Häuser |
| • 1829: | 415 Einwohner, 70 Häuser |

| Berghofen: Einwohnerzahlen von 1791 bis 2015 | Berghofen: Einwohnerzahlen von 1791 bis 2015 | Berghofen: Einwohnerzahlen von 1791 bis 2015 | Berghofen: Einwohnerzahlen von 1791 bis 2015 | Berghofen: Einwohnerzahlen von 1791 bis 2015 |
| --- | -------------------------------------------- | -------------------------------------------- | -------------------------------------------- | -------------------------------------------- |
| Jahr |                                              |                                              |                                              | Einwohner                                    |
| 1791 | 1791                                         |                                              | 279                                          | 279                                          |
| 1800 | 1800                                         |                                              | 279                                          | 279                                          |
| 1806 | 1806                                         |                                              | 336                                          | 336                                          |
| 1829 | 1829                                         |                                              | 415                                          | 415                                          |
| 1834 | 1834                                         |                                              | 445                                          | 445                                          |
| 1840 | 1840                                         |                                              | 447                                          | 447                                          |
| 1846 | 1846                                         |                                              | 450                                          | 450                                          |
| 1852 | 1852                                         |                                              | 481                                          | 481                                          |
| 1858 | 1858                                         |                                              | 474                                          | 474                                          |
| 1864 | 1864                                         |                                              | 451                                          | 451                                          |
| 1871 | 1871                                         |                                              | 408                                          | 408                                          |
| 1875 | 1875                                         |                                              | 417                                          | 417                                          |
| 1885 | 1885                                         |                                              | 396                                          | 396                                          |
| 1895 | 1895                                         |                                              | 367                                          | 367                                          |
| 1905 | 1905                                         |                                              | 374                                          | 374                                          |
| 1910 | 1910                                         |                                              | 355                                          | 355                                          |
| 1925 | 1925                                         |                                              | 307                                          | 307                                          |
| 1939 | 1939                                         |                                              | 336                                          | 336                                          |
| 1946 | 1946                                         |                                              | 479                                          | 479                                          |
| 1950 | 1950                                         |                                              | 473                                          | 473                                          |
| 1956 | 1956                                         |                                              | 397                                          | 397                                          |
| 1961 | 1961                                         |                                              | 384                                          | 384                                          |
| 1967 | 1967                                         |                                              | 258                                          | 258                                          |
| 1980 | 1980                                         |                                              | ?                                            | ?                                            |
| 1990 | 1990                                         |                                              | ?                                            | ?                                            |
| 2000 | 2000                                         |                                              | ?                                            | ?                                            |
| 2011 | 2011                                         |                                              | 327                                          | 327                                          |
| 2015 | 2015                                         |                                              | 303                                          | 303                                          |
| Datenquelle: Historisches Gemeindeverzeichnis für Hessen: Die Bevölkerung der Gemeinden 1834 bis 1967. Wiesbaden: Hessisches Statistisches Landesamt, 1968. Weitere Quellen: ; Zensus 2011 |                                              |                                              |                                              |                                              |

### Historische Religionszugehörigkeit
| • 1829: | 394 evangelische (= 94,94 %), 21 jüdische (= 5,06 %) Einwohner     |
| • 1885: | 390 evangelische (= 98,48 %), 6 jüdische (= 1,52 %) Einwohner      |
| • 1961: | 333 evangelische (= 86,72 %), 48 katholische (= 12,50 %) Einwohner |